# Трицветен арлекин
Трицветният арлекин (Atelopus tricolor) е вид жаба от семейство Крастави жаби (Bufonidae). Видът е уязвим и сериозно застрашен от изчезване.

## Разпространение
Разпространен е в Боливия и Перу.

## Описание
Популацията на вида е намаляваща.